# Jeleniec (województwo lubelskie)
Jeleniec – wieś w Polsce, położona w województwie lubelskim, w powiecie łukowskim, w gminie Stanin. Obok miejscowości przepływa Wilkojadka, niewielka rzeka dorzecza Wisły.
| SIMC    | Nazwa    | Rodzaj  |
| ------- | -------- | ------- |
| 0689355 | Jeleniec | osada   |
| 0689332 | Stajki   | kolonia |
| 0689349 | Zawodzie | kolonia |

W czasie kampanii wrześniowej stacjonowała tu 13 Eskadra Towarzysząca.
W latach 1975–1998 miejscowość administracyjnie należała do województwa siedleckiego.
Wieś stanowi sołectwo w gminie Stanin. Według Narodowego Spisu Powszechnego z roku 2011 wieś liczyła 522 mieszkańców.
Pierwsze wzmianki o wsi pojawiają się w roku 1444 w dokumencie Jana Długosza.
W latach 1744–1752 staraniem Antoniego Jezierskiego, właściciela miejscowych dóbr, wzniesiono tu kościół i klasztor będący letnią rezydencją bernardynów z Łukowa. Po kasacie zakonu w roku 1865 kościół stał się kościołem filialnym parafii Tuchowicz. Wyposażenie świątyni – późnobarokowe (obraz „Chrystus Ukrzyżowany” z 1747 r., ambona i chrzcielnica z tego samego okresu). Kościół ogrodzony jest murem kamienno-ceglanym z bramą wejściową będącą jednocześnie dzwonnicą.
Następnie wieś staje się własnością rodziny Dmochowskich, spokrewnionej z Henrykiem Sienkiewiczem. We wrześniu 1939 roku w dworku Dmochowskich przebywała Zofia Nałkowska – zdarzenie to opisała w Dziennikach czasu wojny podkreślając gościnność gospodarzy.
Majątek Dmochowskich został rozparcelowany w roku 1944.
We wsi działa powstały w 1975 roku klub piłkarski Bizon Jeleniec, który w sezonie 2023/24 występuje w klasie A, gr. Biała Podlaska II.
Miejscowość jest siedzibą rzymskokatolickiej parafii św. Anny.